# پاپ اپرایی
پاپ اپرایی (انگلیسی: operatic pop) زیرشاخه‌ای از موسیقی پاپ است که عناصری از موسیقی اپرایی در آن به کار می‌رود. از جمله خوانندگان معروف این سبک می‌توان به انریکو کاروزو، آندره‌آ بوچلی، جاش گروبن، کاترین جنکینز، دیماش قودای‌برگن، لارا فابیان ،سوزان بویل و… اشاره کرد.